# Friuli Grave Cabernet
Le Friuli Grave Cabernet est un vin italien produit dans la région Frioul-Vénétie Julienne, doté d'une appellation DOC depuis le 1er octobre 1985. Seuls ont droit à la DOC les vins rouges récoltés à l'intérieur de l'aire de production définie par le décret.

## Caractéristiques organoleptiques
- couleur : rouge rubis plus ou moins intense, tendant au rouge orange avec le vieillissement
- odeur : vineux, intense, épicé
- saveur : sèche, tannique, harmonique

Le Friuli Grave Cabernet se déguste à une température comprise entre 15 et 17 °C. Il se gardera 2 - 4 ans.

## Association de plats conseillée
Les viandes rouges grillées

## Production
Province, saison, volume en hectolitres :
- Pordenone (1990/91) 8290,13
- Pordenone (1991/92) 7767,52
- Pordenone (1992/93) 6202,43
- Pordenone (1993/94) 5853,0
- Pordenone (1994/95) 6870,84
- Pordenone (1995/96) 4679,22
- Pordenone (1996/97) 4069,6
- Udine (1990/91) 3666,83
- Udine (1991/92) 2119,36
- Udine (1992/93) 2281,16
- Udine (1993/94) 1146,32
- Udine (1994/95) 948,0
- Udine (1995/96) 797,36
- Udine (1996/97) 794,51